# Cigni

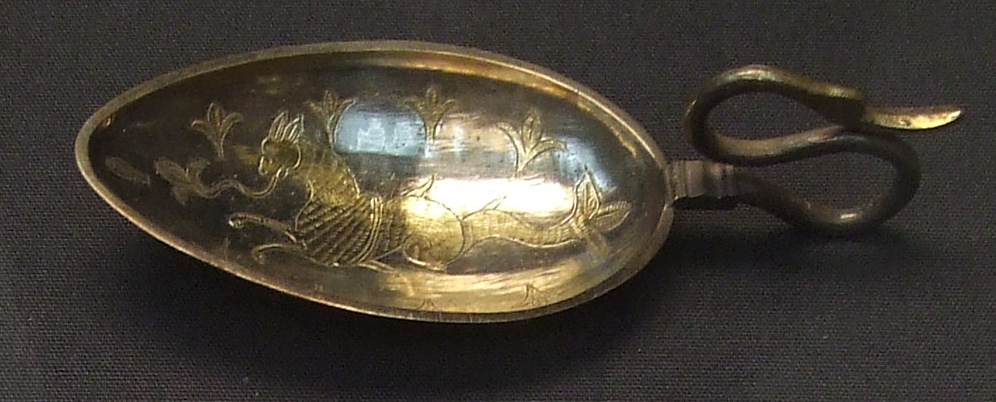
Cigni zdobiona mitycznymi stworzeniami

Cigni – duża rzymska łyżka z krótkim, zakrzywionym uchwytem. Cigni znaleziono w kilku miejscach we Włoszech. Łyżka była używana w IV i V wieku naszej ery.